# 希拉湖别样海源菌
希拉湖别样海源菌（学名：Aliidiomarina shirensis）是别样海源菌属的下属物种。此物种是一种革兰氏阴性、异养、需氧、嗜盐且嗜温的弯曲的杆状细菌。此物种有1至5个侧鞭毛。此物种最早从西伯利亚南部哈卡斯的希拉湖水中分离出来，并且使用了多相方法进行表征。